# Liste der Gefängnisse in Kalifornien
Die Liste der Gefängnisse in Kalifornien enthält alle Gefängnisse im US-Bundesstaat Kalifornien, jedoch keine County Jails.

## Einrichtungen

### Klassifizierung der Gefängnisse
Die Gefängnisse der CDCR werden in 7 Kategorien eingeteilt:
- Level I: Offene Schlafsäle
- Level II: Offene Schlafsäle mit erhöhten Sicherheitsvorkehrungen
- Level III: Einzelne Zellen
- Level IV: Einzelne Zellen mit elektronischen Sicherheitssystemen, mehr Mitarbeitern mit Bewaffnung im Innen- und Außenbereich des Gefängnis
- Level SHU: Sicherster Bereich in Level IV
- Level RC: Bietet Unterbringung für kurze Zeit um die Klassifizierung der Gefangenen in die Kategorien durchzuführen
- Level Cond: Bereich für Gefangene mit Todesstrafe.[1]

### Gefängnisse
| Name                                                                     | Akronym | County          | Eröffnungsjahr | Sicherheitsstufe(n)      | Reception Center | Reentry Hub         | Belegungsfähigkeit      | Tatsächliche Anzahl Gefangener (Durchschnitt im Jahr 2020) | Belegung in %                     | Anmerkungen |
| ------------------------------------------------------------------------ | ------- | --------------- | -------------- | ------------------------ | ---------------- | ------------------- | ----------------------- | ---------------------------------------------------------- | --------------------------------- | --- |
| Avenal State Prison                                                      | ASP     | Kings           | 1987           | II                       |                  | Ja                  | 2920                    | 4197                                                       | 143,7 %                           | |
| California City Correctional Facility                                    | CAC     | Kern            | 2013           |                          |                  |                     | 2304                    | 2081                                                       | 90,3 %                            | Eigentümer des Gefängnis ist CoreCivic, Betreiber ist aber das CDCR.                                                      |
| California Correctional Center                                           | CCC     | Lassen          | 1963           | I, II, III               | Ja               |                     | 3883                    | 4064                                                       | 104,7 %                           | |
| California Correctional Institution                                      | CCI     | Kern            | 1954           | I, II, IV, RC, SHU       |                  |                     | 2783                    | 3516                                                       | 126,3 %                           | |
| California Health Care Facility                                          | CHCF    | San Joaquin     | 2013           |                          |                  |                     | 2951                    | 2751                                                       | 93,2 %                            | |
| California Institution for Men                                           | CIM     | San Bernardino  | 1941           | I, RC                    | Ja               | Ja                  | 2976                    | 3357                                                       | 112,8 %                           | |
| California Institution for Women                                         | CIW     | Riverside       | 1952           | I, II, III, RC           | Ja               | Ja                  | 1398                    | 1553                                                       | 111,1 %                           | |
| California Medical Facility                                              | CMF     | Solano          | 1955           | I, II, III               |                  |                     | 2361                    | 2396                                                       | 101,5 %                           | |
| California Men’s Colony                                                  | CMC     | San Luis Obispo | 1954           | I, II, II                | Ja               | Ja                  | 3838                    | 3727                                                       | 97,1 %                            | |
| California Rehabilitation Center                                         | CRC     | Riverside       | 1962           | II                       | Ja               |                     | 2491                    | 3341                                                       | 134,1 %                           | Das Gefängnis wurde von der Bundesregierung erbaut.                                                                       |
| California State Prison, Centinela                                       | CEB     | Imperial        | 1993           | I, III                   |                  |                     | 2308                    | 3248                                                       | 142,3 %                           | |
| California State Prison, Corcoran                                        | COR     | Kings           | 1988           | I, III, IV, SHU          |                  |                     | 3116                    | 3719                                                       | 119,4 %                           | |
| California State Prison, Los Angeles County                              | LAC     | Los Angeles     | 1993           | I, IV                    |                  | Ja                  | 2300                    | 3158                                                       | 137,3 %                           | |
| California State Prison, Sacramento                                      | SAC     | Sacramento      | 1986           | I, IV                    |                  |                     | 1828                    | 2363                                                       | 129,3 %                           | |
| California State Prison, Solano                                          | SOL     | Solano          | 1984           | II, III                  |                  |                     | 2610                    | 3752                                                       | 143,8 %                           | |
| California Substance Abuse Treatment Facility and State Prison, Corcoran | SATF    | Kings           | 1997           | II, III, IV              |                  | Ja                  | 3424                    | 4844                                                       | 141,5 %                           | |
| Calipatria State Prison                                                  | CAL     | Imperial        | 1992           | I, IV                    |                  |                     | 2308                    | 2935                                                       | 127,2 %                           | |
| Central California Women’s Facility                                      | CCWF    | Madera          | 1990           | I, II, III, IV, RC, Cond | Ja               | Ja                  | 2004                    | 2604                                                       | 131,7 %                           | Das CCWF ist das einzige Gefängnis in Kalifornien mit einem Todestrakt für Frauen                                         |
| Chuckawalla Valley State Prison                                          | CVSP    | Riverside       | 1988           | I, II                    |                  |                     | 1738                    | 2324                                                       | 133,7 %                           | |
| Correctional Training Facility                                           | CTF     | Monterey        | 1948           | II, III                  |                  | Ja                  | 3312                    | 4801                                                       | 145,0 %                           | |
| Deuel Vocational Institution                                             | DVI     | San Joaquin     | 1953           | I, III, RC               | Ja               |                     | 1681                    | 2047                                                       | 121,8 %                           | |
| Folsom State Prison                                                      | FSP     | Sacramento      | 1880           | I, II                    |                  | Ja (nur für Frauen) | 2066 Männer, 406 Frauen | 2694 Männer, 276 Frauen                                    | 130,4 % (Männer), 68,5 % (Frauen) | Das FSP ist das einzige Gefängnis in Kalifornien, welches sowohl weibliche als auch männliche Gefangene beherbergt.       |
| High Desert State Prison                                                 | HDSP    | Lassen          | 1995           | I, III, IV, RC           |                  | Ja                  | 2324                    | 3286                                                       | 141,4 %                           | |
| Ironwood State Prison                                                    | ISP     | Riverside       | 1994           | I, III                   |                  | Ja                  | 2200                    | 3203                                                       | 145,6 %                           | |
| Kern Valley State Prison                                                 | KVSP    | Kern            | 2005           | I, IV                    |                  |                     | 2448                    | 3534                                                       | 144,4 %                           | |
| Mule Creek State Prison                                                  | MCSP    | Amador          | 1987           | I, III, IV               |                  |                     | 3284                    | 3948                                                       | 120,2 %                           | |
| North Kern State Prison                                                  | NKSP    | Kern            | 1993           | I, III, RC               | Ja               |                     | 2694                    | 3630                                                       | 134,7 %                           | |
| Pelican Bay State Prison                                                 | PBSP    | Del Norte       | 1989           | I, IV, SHU               |                  |                     | 2380                    | 2608                                                       | 109,6 %                           | |
| Pleasant Valley State Prison                                             | PVSP    | Fresno          | 1994           |                          |                  |                     | 2308                    | 3062                                                       | 132,7 %                           | |
| Richard J. Donovan Correctional Facility                                 | RJD     | San Diego       | 1987           | I, II, RC                | Ja               |                     | 2992                    | 3806                                                       | 127,2 %                           | |
| Salinas Valley State Prison                                              | SVSP    | Monterey        | 1996           | I, IV                    |                  |                     | 2452                    | 2877                                                       | 117,3 %                           | |
| San Quentin State Prison                                                 | SQ      | Marin           | 1852           | I, II, RC, Cond          | Ja               | Teilweise           | 3082                    | 3776                                                       | 122,5 %                           | Das SQ ist das einzige Gefängnis in Kalifornien mit einem Todestrakt für Männer. Es ist das erste Gefängnis Kaliforniens. |
| Sierra Conservation Center                                               | SCC     | Tuolumne        | 1965           | I, II, III               | Ja               |                     | 3836                    | 4012                                                       | 104,6 %                           | |
| Valley State Prison                                                      | VSP     | Madera          | 1995           | I, II, III, IV, RC, SHU  |                  | Ja                  | 1980                    | 2971                                                       | 150,1 %                           | |
| Wasco State Prison                                                       | WSP     | Kern            | 1991           | I, III, RC               | Ja               |                     | 2984                    | 4121                                                       | 138,1 %                           | |